# سكوتي بيببن
سكوتي بيبن' (بالإنجليزية: scottie pippen) من مواليد 25 سبتمبر 1965 في هامبورغ في أركنساس هو لاعب كرة سلة أمريكي محترف لعب في دوري الرابطة الوطنية لكرة السلة من (1987 - 2004) حقق دوري nba ستة مرات مواسم (1991 - 1992 - 1993 - 1996 - 1997 - 1998)وكون ثنائيا مع مايكل جوردون ولعب طوال مسيرته لفرق شيكاغو بولز (1987 - 1998) (2003 - 2004) وهيوستن روكتس 1999 وبورتلاند ترايل بلازيزرز (1999 - 2003) و توربان بوجان في فنلندا 2008

## روابط خارجية
- سكوتي بيببن على موقع IMDb (الإنجليزية)
- سكوتي بيببن على موقع الموسوعة البريطانية (الإنجليزية)
- سكوتي بيببن على موقع أول موفي (الإنجليزية)
- سكوتي بيببن على موقع إن إن دي بي (الإنجليزية)
- سكوتي بيببن على موقع قاعدة بيانات الفيلم (الإنجليزية)
- سكوتي بيببن على موقع الاتحاد الدولي لكرة السلة (الإنجليزية)
- سكوتي بيببن على موقع إن بي أي (الإنجليزية)
- سكوتي بيببن على موقع سبورتس رفرنس (الإنجليزية)
- سكوتي بيببن على موقع كرة السلة الأوروبية.كوم (الإنجليزية)
- سكوتي بيببن على موقع إي إس بي إن.كوم (الإنجليزية)
- سكوتي بيببن على موقع ريلجم (الإنجليزية)
- سكوتي بيببن على موقع بروبوليرز (الإنجليزية)
- سكوتي بيببن على موقع سبورتس رفرنس (الإنجليزية)
- سكوتي بيببن على موقع أوليمبيديا (الإنجليزية)